# Ólafr hvítaskáld Þórðarson
Óláfr Þórðarson, ook bekend onder de naam Ólafr hvítaskáld Þórðarson, was een IJslandse skald en wetenschapper die leefde van 1210 tot 1259. Hij wordt meestal Óláfr hvítaskáld ("Olaf de witte skald") in tegenstelling tot een tijdgenoot Óláfr svartaskáld ("Olaf de zwarte skald"). Óláfr was de neef van Snorri Sturluson en hij groeide op in Snorri's huis waar hij een belangrijk deel van zijn wetenschappelijk onderwijs genoot. Bijzonder belangrijk is zijn Grammaticale Verhandeling.
Na zijn vaders dood in 1237 reisde hij naar Noorwegen, waar hij verbleef bij koning Haakon IV van Noorwegen en Jarl Skule, voordat hij naar Denemarken en haar koning Waldemar I van Denemarken ging.
Hij heeft waarschijnlijk ook Erik XI van Zweden bezocht. In 1240 diende hij als koning Haakon's húskarl in de Slag van Oslo. 
Terug in IJsland werd hij wetspreker van 1248 tot 1250 en na twee jaar afgewisseld te zijn door zijn jongere broer Sturla Þórðarson nog eens van 1252 tot 1256. Hij werd een beroemde skald en composeerde gedichten over de drie Scandinavische koningen, die gedeeltelijk zijn opgenomen in de Knýtlinga saga  die hij waarschijnlijk maakte van informatie die hij verzameld had in Denemarken.